# Galerie výtvarného umění v Náchodě
Galerie výtvarného umění v Náchodě (GVUN) je regionální galerie, specializovaná na ruské umění 19. a 20. století. Vlastní sbírku evropského umění 16. až 20. století, moderního českého umění 20. a 21. století a soubory děl regionálních výtvarníků. Od roku 1983 sídlí v rekonstruované jízdárně náchodského zámku, Smiřických čp. 272. Zřizovatelem galerie je Královéhradecký kraj.

## Historie
První historicky doloženou výstavu soch a obrazů v Náchodě uspořádala roku 1902 Učitelská jednota Komenský v budově náchodské reálky. Na činnost Jednoty navázal pořádáním pravidelných výstav studentský spolek BOR, který mohl od roku 1914 využívat galerii v nově postaveném náchodském Městském divadle. Roku 1934 zřídila náchodská Muzejní společnost v budově školy na Karlově náměstí Městskou obrazárnu, ve které byly soustředěny obrazy ze sbírek města Náchod, Městské spořitelny a zapůjčená díla ze sbírky velkoobchodníka Lea Strasse a nakupovala do ní pravidelně obrazy z výstav pořádaných spolkem BOR. Za války byla obrazárna zrušena a sbírky rozptýleny. Po válce se obrazárna stala součástí Městského muzea a ta část sbírky, kterou se podařilo obnovit, byla vystavena od roku 1950 na náchodském zámku. Od roku 1963 se sbírky staly součástí Okresního vlastivědného muzea a galerie výtvarného umění v Náchodě.
Sbírkový fond okresní galerie, který tvořily obrazy, kresby a grafické listy (celkem 207 položek) byl k 1. lednu 1966 převeden do nově založené Státní galerie výtvarného umění v Náchodě. V letech 1966–1972 galerii vedla historička umění Hana Kadeřávková, které se s pomocí  zápůjček již v dubnu 1968 podařilo instalovat stálou expozici ruského malířství v pěti sálech náchodského zámku. Expozice ruského malířství přetrvala pouze do jara 1971 a na počátku normalizace byla zrušena. Hana Kadeřávková byla sice po politických prověrkách v r. 1970 ve funkci potvrzena, její činnost se však podle svědectví pamětníků i nepřímých vyjádření v archivních materiálech stala terčem kritiky stranických a nadřízených orgánů. Krátce před definitivním odvoláním roku 1972 ji postihl infarkt myokardu.
V letech 1972–1993 byl ředitelem galerie sochař Jindřich Roubíček, který se věnoval propagaci činnosti galerie formou přednášek a výstav v různých klubech náchodského regionu. Během 70. a 80. let náchodská galerie získala téměř 2 400 děl, z toho 80 pro doplnění sbírky ruského umění. V 80. letech se galerie stala uznávaným centrem kulturního života a fungoval zde např. Aktiv profesionálních výtvarných umělců, jehož členové se od r. 1984 zúčastňovali přehlídky Náchodský výtvarný podzim. Roku 1990 se galerie stala členem Rady státních galerií a od ledna 1991 byla stejně jako ostatní oblastní galerie převedena do působnosti Ministerstva kultury ČR. V letech 1993–1997 byla generálním sponzorem galerie firma IMP Leas (od roku 1997 ve vlastnictví GE Capital), která umožnila vytvořit náročný a kvalitní výstavní program.
V souvislosti s územně-správní reformou byla galerie od 1. 6. 2001 převedena pod Krajský úřad Královéhradeckého kraje. Na financování GVUN se podílí kromě Kraje město Náchod a Kulturní a sportovní nadace města. Díky grantům Ministerstva kultury probíhá rozsáhlé restaurování sbírkových předmětů.
V galerii působil jako kurátor od roku 1980 Jan Kapusta (*1958), který byl po rezignaci Jindřicha Roubíčka jmenován roku 1994 ředitelem GVUN. Od 1. ledna 2022 je novým ředitelem Galerie výtvarného umění v Náchodě umělec a kurátor Alexander Peroutka.

### Sídlo galerie
Galerie sídlila v horním patře náchodského zámku do roku 1972, kdy tyto výstavní prostory musela opustit v souvislosti s rekonstrukcí zámeckého areálu. Od roku 1978 do roku 1983 probíhala rekonstrukce zchátralé zámecké jízdárny, kde galerie získala výstavní prostory i potřebné zázemí. V průběhu 90. let a po roce 2000 byla galerie vybavena kvalitním osvětlením, klimatizací, zabezpečením a depozitářem (jako druhá po Národní galerii zřídila depozitář s unikátním systémem závěsných roštů). Přízemí jízdárny slouží jako stálá expozice ruského malířství 19. století, vnitřní ochoz je vyhrazen proměnným výstavám českého umění. V přízemí byl upraven malý sál jako kabinet pro výstavy kresby, grafiky a fotografií.
V roce 1978 provedla galerie stavební úpravy nevelkých místností bývalé redakce časopisu Nový čas v domě č. 69 na náměstí T. G. Masaryka (předtím nám. VŘSR) a zřídila zde tzv. Malou výstavní síň, kterou používala pro proměnné výstavy do roku 2002.

## Sbírky
Součástí základního souboru děl, převedených z Městské obrazárny, byly novodobé ruské ikony a kresby. Roku 1969 byla tato sbírka doplněna převodem obrazů z Krajské galerie v Hradci Králové a roku 1984 souborem cenných děl, pocházejících z předchozí činnosti Slovanského ústavu ČSAV. Od konce 60. let a zejména v době působení J. Roubíčka galerie rozšiřovala sbírku vlastními nákupy od soukromých sběratelů (celkem 114 obrazů a soch do roku 1992). Do roku 2003 získala galerie vlastními nákupy a zejména převody z Ministerstva kultury téměř 900 kreseb. Ve stálé expozici, která představuje druhou největší sbírku ruského malířství v České republice, jsou i díla zapůjčená z Národní galerie v Praze.
Od 2. poloviny 80. let se sbírka rozšiřovala zejména z nákupů Ministerstva kultury na poznaňských přehlídkách umění socialistických zemí Interart o díla z dalších oblastí bývalého SSSR (např. početný soubor grafiky, malby a plastiky pobaltských republik), z Polska a Bulharska. Ředitel Jan Kapusta sbírku rozšířil o tvorbu ruských emigrantů a inicioval rozsáhlou restaurátorskou obnovu.
Náchodská galerie shromáždila obrazy a kresby zhruba tří generací ruských malířů druhé poloviny 19. a počátku 20. století. Ve sbírce jsou zastoupeni kromě ruských klasiků (F. A. Bruni, O. A. Kiprenskij, K. P. Brjullov, V. L. Borovikovskij, V. A. Tropinin, L. F. Lagorio, I. I. Šiškin, A. A. Kiselev, I. J. Repin, V. D. Polenov, E. J. Šanksová, A. Bogoljubov, I. I. Levitan, K. A. Korovin, M. V. Něstěrov, S. V. Ivanov, V. A. Serov, N. P. Bogdanov-Bělskij, F. A. Maljavin, G. K. Guk-Kravčenko, G. D. Alexejev, A. J. Archipov, A. A. Alexandrov, D.I. Melnikov a další.) i malíři působící v Paříži a na území prvorepublikového Československa (G.A. Musatov, A. Solovjev, N. Rodionov). Součástí sbírky je konvolut politické kreslené satiry (Remizov).
Sbírkový fond české malby od 19. do 20. století reprezentují jednotlivá díla Ludvíka Kohla, Antonína Machka, Augusta Piepenhagena, Josefa Mánesa, Jaroslava Navrátila, Antonína Chittussiho, Jaroslava Čermáka, Františka Ženíška, Maxmiliána Pirnera, Alfonse Muchy, Antonína Slavíčka, Jana Preislera, Rudolfa Kremličky, Emila Filly, Vincence Beneše, Otakara Kubína, Václava Rabase, Karla Černého, Jana Zrzavého, Jana Baucha, Josefa Istlera, Jiřího Johna, Václava Boštíka. Za komunistického režimu se sbírka rozšířila zejména Ministerskými nákupy o některá dobově poplatná díla režimních prominentů včetně členů Armádního výtvarného studia.
Sbírka kresby byla doplňována příležitostně, bez souvislosti se sbírkami malby a plastiky. Jsou v ní zastoupeni z českých autorů Quido Mánes, Josef Mánes, Julius Mařák, Hanuš Schwaiger, Alfons Mucha, Max Pirner, Jakub Schikaneder, Adolf Kašpar, Jan Zrzavý, Josef Čapek, Adolf Hoffmeister, Alfréd Justitz, Otakar Kubín, Max Švabinský, Zdenek Seydl. Je zde rovněž kolekce ilustrací k českým vydáním klasické ruské literatury.
Sbírka grafiky obsahuje kolem 2 000 děl. Je doplňována příležitostně, s důrazem na ruskou tvorbu. Kolekce grafiky národních škol bývalého SSSR ze 60. a 70. let byla v letech 1986-1988 obohacena o práce z 80. let a doplněna soubory polských a bulharských tvůrců, převážně převodem z nákupů Ministerstva kultury. Ve sbírce jsou grafiky Slováků R. Dúbravce, J. Szabó, J. Fedory, Ĺ. Fully, A. Brunovského. Z českých grafiků 19. a 20. století jsou ve sbírce zastoupeni Bedřich Havránek, Julius Mařák, Ferdinand Engelmüller, Adolf Kašpar, František Kobliha, František Bílek, Jan Konůpek, Vojtěch Preissig, Bohumil Kubišta, Pravoslav Kotík, Josef Váchal, Jan Zrzavý, Emil Filla, Bohuslav Reynek, Max Švabinský, Karel Svolinský, Václav Rabas, Vojtěch Sedláček, Zdenek Seydl, Jaroslav Šváb, Josef Istler, František Gross, Jan Smetana, František Hudeček, Josef Liesler, Karel Valter, Jiří John, Květa Pacovská, Alena Kučerová, Jaroslav Šerých, Vladimír Suchánek, Ludmila Jandová, Marie Blabolilová, Jindřich Růžička, Karel Demel, Josef Mžyk, Václav Boštík, František Burant, Ladislav Čepelák, Kamil Lhoták, Zdeněk Sklenář, Adriena Šimotová, Romana Rotterová. Z ilustrační tvorby jsou zastoupeni Ludmila Jiřincová, Cyril Bouda, Zdeňka Kabátová-Táborská, Adolf Born, Pavel Major, Michal Romberg, Eva Bednářová. Regionální tvorba je zastoupena díly Jiřího Kodyma, Vladimíra Rocmana, Anny Sládkové, Jiřího Samka, Jiřího Mědílka.
V sochařské sbírce jsou díla Otty Gutfreunda, Ladislava Zívra, Josefa Wagnera, Zdeňka Palcra, Olbrama Zoubka, Evy Kmentové, Jasana Zoubka, Miloslava Chlupáče, Stanislava Podhrázského, Mojmíra Preclíka, sklo Věry Liškové aj. V 80. letech galerie zakoupila alegorii Architektury, Sochařství a Malířství sochařky Marie Wagnerové-Kulhánkové, která byla součástí Gočárova pavilonu AVU na Výstavě soudobé kultury Československa v Brně r. 1928 a původně měla zdobit vchod do rekonstruované jízdárny.
Regionální tvorbu z širšího regionu, prezentovanou prostřednictvím každoročních výtvarných salonů Náchodský výtvarný podzim, ve sbírce zastupují Josef Ducháč, František Krebs, Miloš Pošar, Jiří Berger, Václav Macháň, Anna Sládková, Karel Hýbl, Antonín Brunner, Emil Tylš, Jiří Kodym, Vladimír Rocman, Bohumír Španiel, Dana Holá-Charvátová, Jiří Samek, Jiří Středa, Michal Burget.
Své sbírky představila náchodská galerie sérií výstav v letech 2014–2016: České umění ze sbírky GVUN: I. část – malba (2014); České umění ze sbírky GVUN: II. část – plastika (2015); Abeceda českých grafiků: z cyklu České umění ze sbírky GVUN, III. část (2016); 5 × 10: výstava k 50. výročí založení Galerie výtvarného umění v Náchodě (2016).

### Publikace (výběr)
- Jan Kapusta ml.: Stanislav Podhrázský – obrazy, sochy a kresby, GVUN, GMU Roudnice 1995, ISBN 80-85057-45-X
- Petr Suchánek, Rodinný průvodce sbírkou ruského umění GVU v Náchodě, GVUN 2001, ISBN 80-85057-71-9
- Jiří Štourač, Marcel Fišer, Miloš Doležal: Jiří Štourač, kat. 60 s., GVUN 2003, 2006, ISBN 80-85057-83-2
- Rudolf Němeček, Lenka Grimová, Otevřená výzva tvůrcům graffiti, 48 s., GVUN 2004, ISBN 80-85057-86-7
- Jan Kapusta ml.: Mojmír Preclík, GVUN, Galerie Měsíc ve dne v Českých Budějovicích 2011, ISBN 978-80-87069-25-7
- Julie Jančárková, Ruská malba, kresba a grafika od 19. do poloviny 20. století ze sbírky Galerie výtvarného umění v Náchodě, 319 s., GVU Náchod, AJG Hluboká, nakl. Arbor Vitae, Řevnice; Galerie výtvarného umění; Slovanský ústav AV ČR, v.v.i., 2015, ISBN 9788074670763
- Marcel Fišer, Petra Widžová: Miroslav Vystrčil - retrospektiva, 68 s., GVU Cheb a GVUN 2017, ISBN 978-80-87069-81-3
- Vlastislav Tokoš, I. retrospektivní výstava ruského malířství XVIII.-XX. století, GVUN 2019, ISBN 978-80-87069-95-0
- Vlastislav Tokoš, Julie Jančárková, Retrospektywna wystawa malarstwa rosyjskiego XVIII-XX wieku, GVUN 2019
- Jan Kapusta: Jan Paul, kat. 136 s., GVUN 2021, ISBN 978-80-88341-07-9
- Julie Jančárková, Domov můj (Umělci emigranti z území bývalého ruského impéria v Československu), 148 s., GVUN 2023, ISBN 978-80-88341-22-2
- Marcel Fišer, Martin Souček (eds.), Revelatio, kat. výstavy v GVU Cheb a GVUN, 272 s., Arbor vitae 2024, ISBN 978-80-7467-169-2